# ريتشارد أوكي
ريتشارد أوكي (بالإنجليزية: Richard Aoki)‏ هو مربي أمريكي، ولد في 20 نوفمبر 1938 في سان ليندرو في الولايات المتحدة، وتوفي في 15 مارس 2009 في بيركيلي في الولايات المتحدة.